# Gun Nilsson
Gun Elice Nilsson, född 9 april 1955, är en svensk företagsledare som är styrelseordförande för mätteknikkoncernen Hexagon Aktiebolag och vd för investmentbolaget Melker Schörling AB. Hon är också ledamot i bland annat Hexpol AB, AAK AB och Loomis AB. Nilsson har tidigare arbetat som finansdirektör för Duni AB (även vice vd), Nobia AB, Sanitec och IP-Only Telecommunication AB.
Hon har en master of business administration vid Handelshögskolan i Stockholm.